# Alfa Romeo C38
L'Alfa Romeo C38 è una monoposto di Formula 1 costruita dalla scuderia Alfa Romeo, realizzata per partecipare al campionato mondiale di Formula 1 2019. Sostituisce la Sauber C37.

## Livrea
Dopo la temporanea livrea camouflage, nera con quadrifogli rossi, utilizzata nello shakedown del 14 febbraio 2019 a Fiorano, la livrea definitiva della monoposto è stata svelata ufficialmente il successivo 18 febbraio in occasione dei test prestagionali di Barcellona. Questa riprende lo stile biancorosso già visto sulla precedente Sauber C37, ma mostra una maggiore presenza del rosso che, oltre al cofano motore, in questa stagione colora anche la zona dell'abitacolo, l'halo, la pinna e l'esterno delle paratie dell'alettone posteriore. Il marchio Alfa Romeo che era presente nella zona rossa della C37, sulla C38 viene spostato più indietro, ingrandito e semplificato — è difatti formato solo dalla croce e dal biscione — e viene inoltre aggiunta vicino a esso la scritta in corsivo «Alfa Romeo», la stessa posta sull'ala posteriore. Infine, sotto il suddetto marchio, interrompendo la fascia inferiore blu che percorre tutta la vettura, compare il logo della Sauber Engineering.

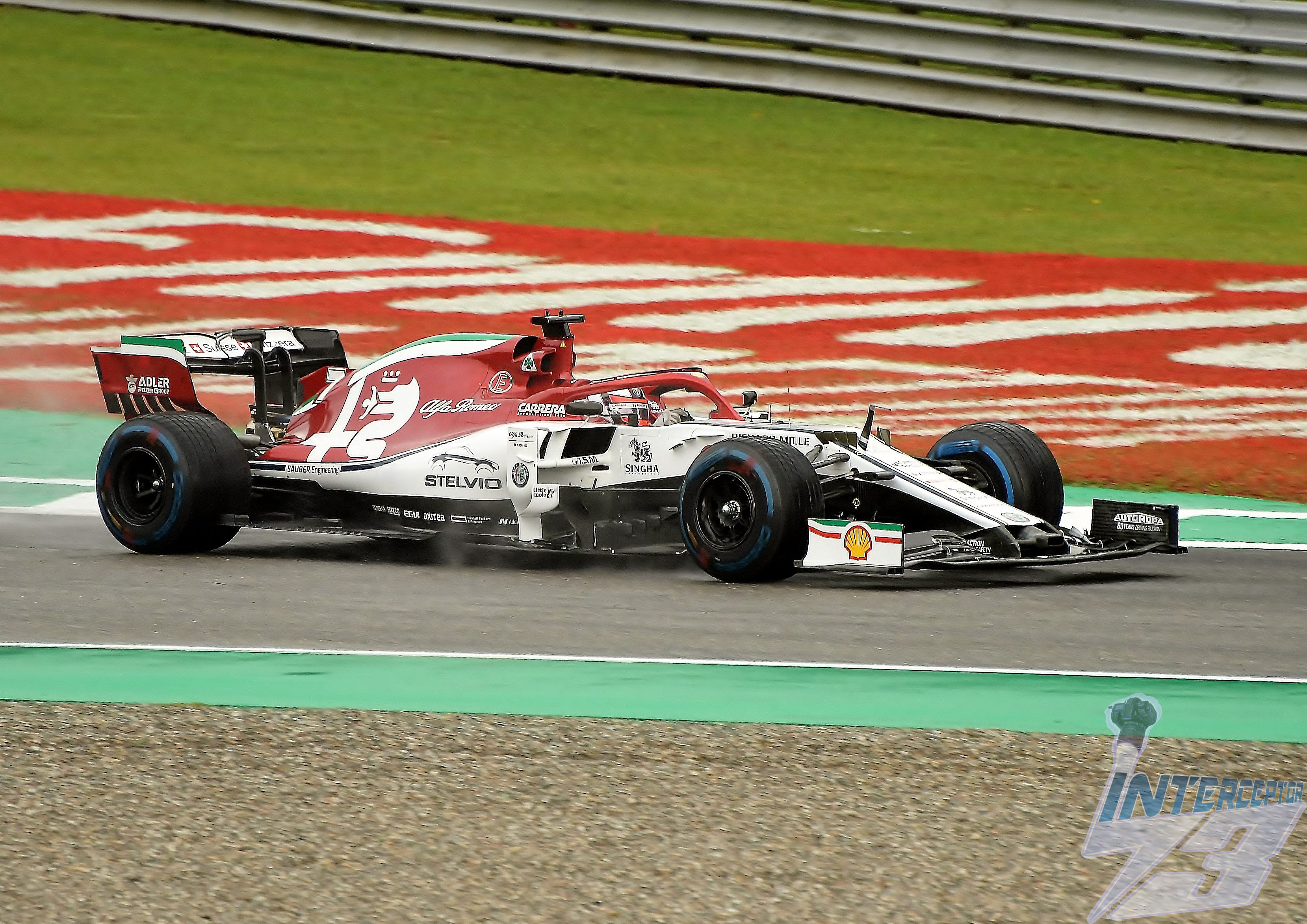
Vista laterale della C38 di Räikkönen, nella livrea tricolore adottata al Gran Premio d'Italia 2019.

L'Alfa Romeo commemora il Gran Premio di Cina, il 1000º della storia della Formula 1, ricordando il vincitore della prima gara di Formula 1, il Gran Premio di Gran Bretagna 1950, attraverso una livrea speciale. Essa presenta sulle pance rispetto a quella ordinaria la sagoma dell'Alfa Romeo 158 e la scritta «First F1 GP Winner 1950 / G.Farina - Alfetta 158».
In occasione del Gran Premio d'Italia, la monoposto ha sfoggiato una speciale livrea con richiami alla bandiera italiana sulla parte superiore del cofano motore e delle paratie degli alettoni.

## Caratteristiche
La C38 presenta un caratteristico muso con quattro canali, per meglio controllare il flusso dell'aria. Sempre a scopo aerodinamico, la monoposto monta un alettone anteriore con una forma atta a convogliare il flusso alle estremità verso il basso, in controtendenza rispetto a gran parte delle squadre concorrenti.
Nella parte centrale i radiatori sono disposti in una via di mezzo tra la precedente C37 e la Red Bull RB14, essendo divisi in due, ma con la sezione superiore posta più avanti. Di nuova concezione anche gli specchi retrovisori, con un doppio supporto che si ancora da una parte all'abitacolo e dall'altra alle fiancate. La zona dell'airbox, invece, riprende il disegno già visto sulla C37.
Passando al retrotreno, rispetto alla C37 quasi scompare la deriva verticale del cofano, mentre l'alettone posteriore è supportato da un doppio pilone centrale che presenta alle estremità delle frange disposte verticalmente.

## Scheda tecnica
| Caratteristiche tecniche - Alfa Romeo C38                       | Caratteristiche tecniche - Alfa Romeo C38 | Caratteristiche tecniche - Alfa Romeo C38 | Caratteristiche tecniche - Alfa Romeo C38 | Caratteristiche tecniche - Alfa Romeo C38 | Caratteristiche tecniche - Alfa Romeo C38 |
| Configurazione                                                  | Configurazione | Configurazione | Configurazione | Configurazione | Configurazione |
| --------------------------------------------------------------- | --- | --- | --- | --- | --- |
| Carrozzeria: monoposto                                          | Carrozzeria: monoposto | Posizione motore: centrale | Posizione motore: centrale | Trazione: posteriore | Trazione: posteriore |
| Dimensioni e pesi                                               | | | | | |
| Ingombri (lungh.×largh.×alt. in mm): 5143 mm × 2000 mm × 950 mm | Ingombri (lungh.×largh.×alt. in mm): 5143 mm × 2000 mm × 950 mm                                                                                   | Ingombri (lungh.×largh.×alt. in mm): 5143 mm × 2000 mm × 950 mm                                                                                   | Ingombri (lungh.×largh.×alt. in mm): 5143 mm × 2000 mm × 950 mm                                                                                   | Diametro minimo sterzata: | Diametro minimo sterzata: |
| Posti totali: 1                                                 | Posti totali: 1 | Bagagliaio: Assente | Bagagliaio: Assente | Serbatoio: 110 kg | Serbatoio: 110 kg |
| Masse                                                           | / in ordine di marcia: 743 kg | / in ordine di marcia: 743 kg | / in ordine di marcia: 743 kg | / in ordine di marcia: 743 kg | / in ordine di marcia: 743 kg |
| Meccanica                                                       | | | | | |
| Tipo motore: Ferrari tipo 064 EVO V6 90°                        | Tipo motore: Ferrari tipo 064 EVO V6 90° | Tipo motore: Ferrari tipo 064 EVO V6 90° | Cilindrata: 1600 cm³ | Cilindrata: 1600 cm³ | Cilindrata: 1600 cm³ |
| Distribuzione: pneumatica                                       | Distribuzione: pneumatica | Distribuzione: pneumatica | Alimentazione: 500 bar – diretta | Alimentazione: 500 bar – diretta | Alimentazione: 500 bar – diretta |
| Prestazioni motore                                              | Potenza: 1000 CV | Potenza: 1000 CV | Potenza: 1000 CV | Potenza: 1000 CV | Potenza: 1000 CV |
| Accensione: elettronica Magneti Marelli statica                 | Accensione: elettronica Magneti Marelli statica                                                                                                   | Accensione: elettronica Magneti Marelli statica                                                                                                   | Impianto elettrico: Magneti Marelli | Impianto elettrico: Magneti Marelli | Impianto elettrico: Magneti Marelli |
| Frizione: multidisco                                            | Frizione: multidisco | Frizione: multidisco | Cambio: longitudinale Ferrari, 8 marce + retromarcia, con comando semiautomatico elettronico sequenziale                                          | Cambio: longitudinale Ferrari, 8 marce + retromarcia, con comando semiautomatico elettronico sequenziale                                          | Cambio: longitudinale Ferrari, 8 marce + retromarcia, con comando semiautomatico elettronico sequenziale                                          |
| Telaio                                                          | | | | | |
| Corpo vettura                                                   | in materiale composito a nido d'ape con fibra di carbonio                                                                                         | in materiale composito a nido d'ape con fibra di carbonio                                                                                         | in materiale composito a nido d'ape con fibra di carbonio                                                                                         | in materiale composito a nido d'ape con fibra di carbonio                                                                                         | in materiale composito a nido d'ape con fibra di carbonio                                                                                         |
| Sospensioni                                                     | anteriori: a schema push rod con doppi triangoli sovrapposti / posteriori: a schema push rod con doppi triangoli sovrapposti                      | anteriori: a schema push rod con doppi triangoli sovrapposti / posteriori: a schema push rod con doppi triangoli sovrapposti                      | anteriori: a schema push rod con doppi triangoli sovrapposti / posteriori: a schema push rod con doppi triangoli sovrapposti                      | anteriori: a schema push rod con doppi triangoli sovrapposti / posteriori: a schema push rod con doppi triangoli sovrapposti                      | anteriori: a schema push rod con doppi triangoli sovrapposti / posteriori: a schema push rod con doppi triangoli sovrapposti                      |
| Freni                                                           | anteriori: a disco autoventilanti in carbonio Brembo / posteriori: a disco autoventilanti in carbonio Brembo con sistema di controllo elettronico | anteriori: a disco autoventilanti in carbonio Brembo / posteriori: a disco autoventilanti in carbonio Brembo con sistema di controllo elettronico | anteriori: a disco autoventilanti in carbonio Brembo / posteriori: a disco autoventilanti in carbonio Brembo con sistema di controllo elettronico | anteriori: a disco autoventilanti in carbonio Brembo / posteriori: a disco autoventilanti in carbonio Brembo con sistema di controllo elettronico | anteriori: a disco autoventilanti in carbonio Brembo / posteriori: a disco autoventilanti in carbonio Brembo con sistema di controllo elettronico |
| Pneumatici                                                      | Pirelli / Cerchi: O.Z. da 13 in | Pirelli / Cerchi: O.Z. da 13 in | Pirelli / Cerchi: O.Z. da 13 in | Pirelli / Cerchi: O.Z. da 13 in | Pirelli / Cerchi: O.Z. da 13 in |
| Prestazioni dichiarate                                          | | | | | |
| Consumi                                                         | 2 Kg/giro | 2 Kg/giro | 2 Kg/giro | 2 Kg/giro | 2 Kg/giro |
| Altro                                                           | | | | | |
| Energia batteria (a giro) 4 MJ                                  | Sistema ERS | Sistema ERS | Sistema ERS | Sistema ERS | Sistema ERS |
| Potenza MGU-K: 120 kW                                           | Giri max MGU-K: 50 000 giri/min Giri max MGU-H: 125 000 giri/min                                                                                  | Giri max MGU-K: 50 000 giri/min Giri max MGU-H: 125 000 giri/min                                                                                  | Giri max MGU-K: 50 000 giri/min Giri max MGU-H: 125 000 giri/min                                                                                  | Giri max MGU-K: 50 000 giri/min Giri max MGU-H: 125 000 giri/min                                                                                  | Giri max MGU-K: 50 000 giri/min Giri max MGU-H: 125 000 giri/min                                                                                  |

## Carriera agonistica

### Test
Lo shakedown della C38 si tiene il 14 febbraio a Fiorano camuffando la vettura di nero e con quadrifogli rossi alternati a cuori. Successivamente si tiene la prima sessione di test prestagionali a Barcellona tra il 18 e il 21 febbraio, in cui si alternano i due piloti: il primo giorno Räikkönen arriva 5º, così come Giovinazzi il giorno successivo, il terzo giorno Räikkönen arriva 2º, mentre il quarto giorno Giovinazzi arriva 8º. La seconda sessione di test a Barcellona si tiene tra il 26 febbraio e il 1º marzo: il primo giorno arriva 5º Giovinazzi, il secondo giorni Räikkönen 4º, il terzo giorno Giovinazzi 8º e l'ultimo giorno Räikkönen 9º. Tra il 2 e il 3 aprile si tiene, invece, la prima sessione di test interstagionali a Sakhir, nei quali arrivano rispettivamente Giovinazzi 10º e Mick Schumacher 6º. La seconda sessione si tiene nuovamente a Barcellona tra il 14 e il 15 maggio, in cui arrivano 12º Callum Ilott e 5º Räikkönen.

### Stagione

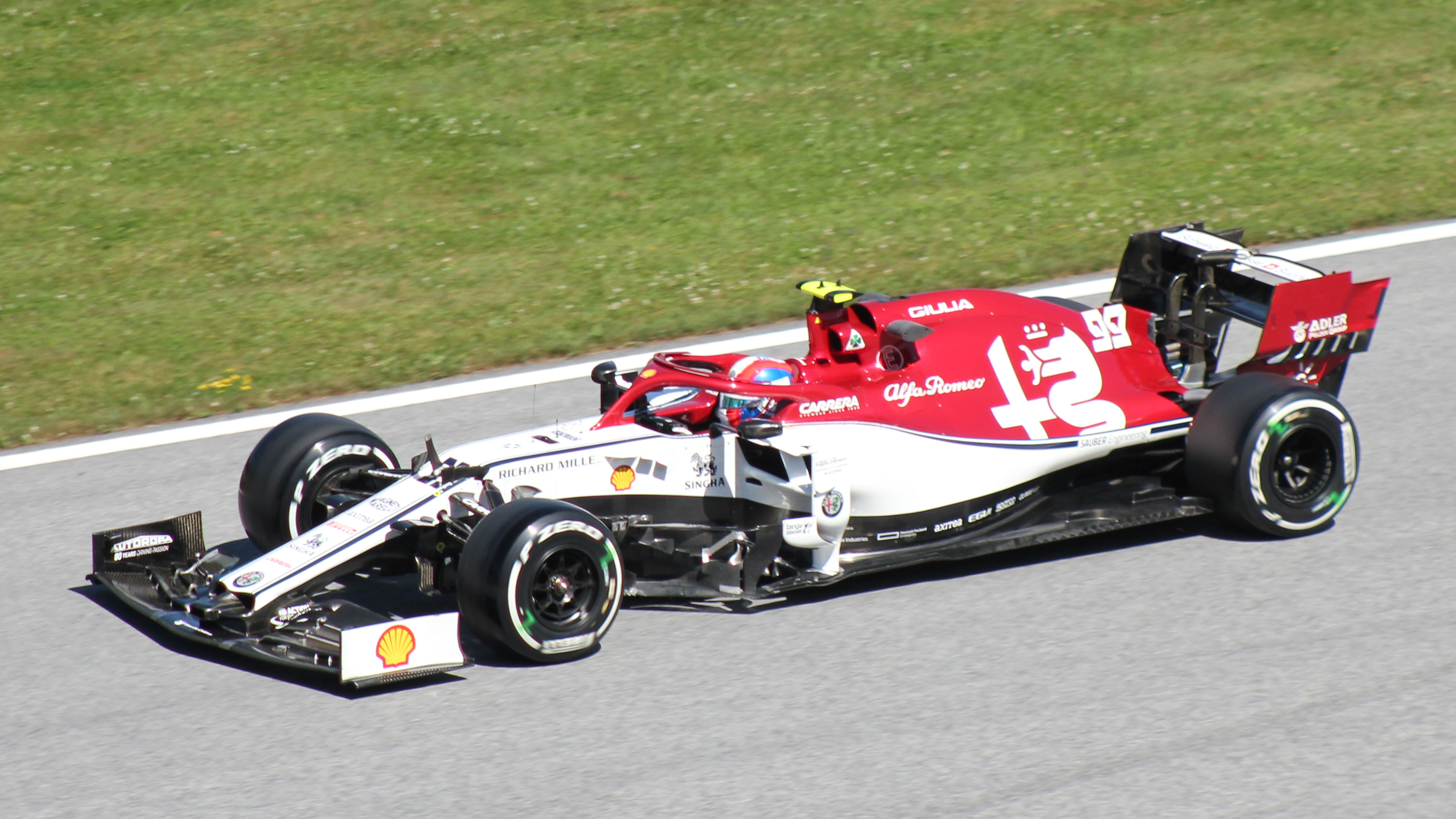
Giovinazzi a Spielberg dove raggiunge il suo primo piazzamento a punti in stagione

Già a Melbourne, Räikkönen dà frutti arrivando in Q2 alle qualifiche e concludendo ottavo. In Bahrein il pilota finlandese ottiene i medesimi risultati in qualifica e termina la gara arrivando settimo. A Shanghai, dopo delle qualifiche meno proficue, Räikkönen riesce nuovamente a entrare in zona punti rimontando dalla tredicesima alla nona posizione. Nelle qualifiche di Baku, invece, il finlandese finisce al di fuori della Q1, mentre Antonio Giovinazzi si qualifica ottavo, ma viene penalizzato di dieci posizioni per aver sostituito la centralina della vettura. Ad aggiungersi c'è stato che prima della gara viene penalizzato anche Räikkönen avendo degli alettoni anteriori non conformi al regolamento e per questo fatto partire dalla pit lane. A fatica, quindi, il finlandese riesce a concludere arrivando decimo. Seguono un Gran Premio di Spagna improduttivo come a Monaco e a Montréal.
In Francia si torna a dare frutti, con Giovinazzi che si qualifica in Q3, ma che in gara perde posizioni per via delle difficoltà avute con le gomme soft. È Räikkönen a entrare in zona punti, rimontando dal dodicesimo al settimo posto. A Spielberg, invece, si qualificano entrambi i piloti in Q2 e per la prima volta in questo campionato guadagnano punti sia Räikkönen sia Giovinazzi, arrivando rispettivamente nono e decimo. Il pugliese fa il suo primo punto in Formula 1 ed è il primo italiano dopo Vitantonio Liuzzi nel Gran Premio di Corea 2010. Nelle qualifiche di Silverstone entrambi i piloti finiscono in Q1 e in gara Giovinazzi esce di pista al 19º giro, ma Räikkönen riesce a entrare in zona punti, scalando dal dodicesimo al settimo posto. A Hockenheim, invece, l'Alfa Romeo comincia con Räikkönen qualificatosi quinto, per terminare la gara con il finlandese settimo e Giovinazzi ottavo. A causa, però, di un utilizzo illegale della frizione durante le operazioni di partenza, entrambi i piloti ricevono 30 secondi di penalità, finendo al di fuori della zona punti.

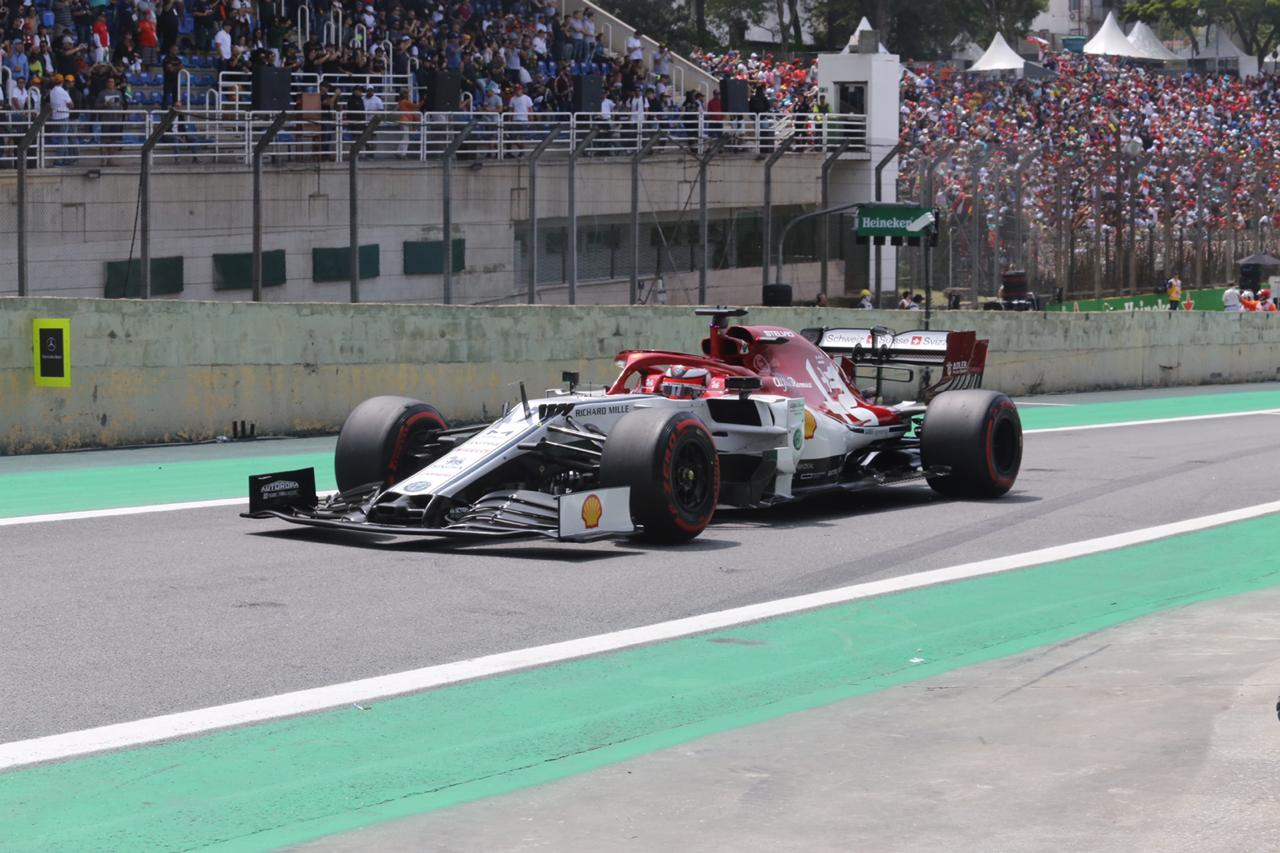
Räikkönen nella pit lane di Interlagos dove ottiene il migliore risultato stagionale per la C38 con il quarto posto finale

Nel Gran Premio d'Ungheria, Räikkönen riesce nuovamente a concludere settimo, mentre in Belgio finiscono entrambi i piloti senza guadagnare punti. A Monza, dopo essersi qualificato in Q2, Giovinazzi conclude la gara arrivando nono, dopo che l'ultimo italiano a entrare nella zona punti era stato Jarno Trulli nel 2006. Il pugliese riesce nuovamente a fare punti a Singapore, mentre Räikkönen esce di gara in seguito a un contatto con Daniil Kvjat. Seguono degli infruttuosi Gran Premio di Russia, Giappone, Messico e Stati Uniti d'America.
Quello di San Paolo è invece un fine settimana da ricordare, con Räikkönen e Giovinazzi che, anche sfruttando le situazioni di safety car in seguito ai diversi incidenti avvenuti, chiudono rispettivamente al quarto e quinto posto: i due raggiungono il più fruttuoso piazzamento per la Sauber dal Gran Premio del Belgio 2009 mentre, per quanto riguarda Alfa Romeo, è il migliore risultato dal terzo posto di Riccardo Patrese al Gran Premio d'Italia 1984; inoltre, il marchio di Arese riporta due piloti nella top five addirittura dal Gran Premio di Spagna 1951. Il campionato termina poi ad Abu Dhabi senza che il finlandese e l'italiano entrino in zona punti, facendo così classificare l'Alfa Romeo Racing di nuovo ottava, ma con nove punti in più rispetto al campionato precedente.

## Piloti
| Piloti ufficiali       | Piloti ufficiali   | Piloti ufficiali   |
| Nazione                | Nome               | Numero             |
| ---------------------- | ------------------ | ------------------ |
| Finlandia (bandiera)   | Kimi Räikkönen     | 7                  |
| Italia (bandiera)      | Antonio Giovinazzi | 99                 |
| Piloti di riserva      |                    |                    |
| Nazione                | Nome               | Nome               |
| Svezia (bandiera)      | Marcus Ericsson    | 9                  |
| Colombia (bandiera)    | Tatiana Calderón   | Tatiana Calderón   |
| Stati Uniti (bandiera) | Juan Manuel Correa | Juan Manuel Correa |

## Risultati
| Anno | Team              | Motore  | Gomme | Piloti     |    |    |    |    |    |    |    |    |    |     |    |    |    |    |     |    |    |     |    |   |    | Punti | Pos. |
| ---- | ----------------- | ------- | ----- | ---------- | -- | -- | -- | -- | -- | -- | -- | -- | -- | --- | -- | -- | -- | -- | --- | -- | -- | --- | -- | - | -- | ----- | ---- |
| 2019 | Alfa Romeo Racing | Ferrari | P     | Räikkönen  | 8  | 7  | 9  | 10 | 14 | 17 | 15 | 7  | 9  | 8   | 12 | 7  | 16 | 15 | Rit | 13 | 12 | Rit | 11 | 4 | 13 | 57    | 8º   |
| 2019 | Alfa Romeo Racing | Ferrari | P     | Giovinazzi | 15 | 11 | 15 | 12 | 16 | 19 | 13 | 16 | 10 | Rit | 13 | 18 | 18 | 9  | 10  | 15 | 14 | 14  | 14 | 5 | 16 | 57    | 8º   |